# 塞尔克-奥厄
塞尔克-奥厄是德国萨克森-安哈尔特州的一个市镇。总面积36.72平方公里，总人口1513人，其中男性757人，女性756人（2011年12月31日），人口密度41人/平方公里。